# Claus Mehs

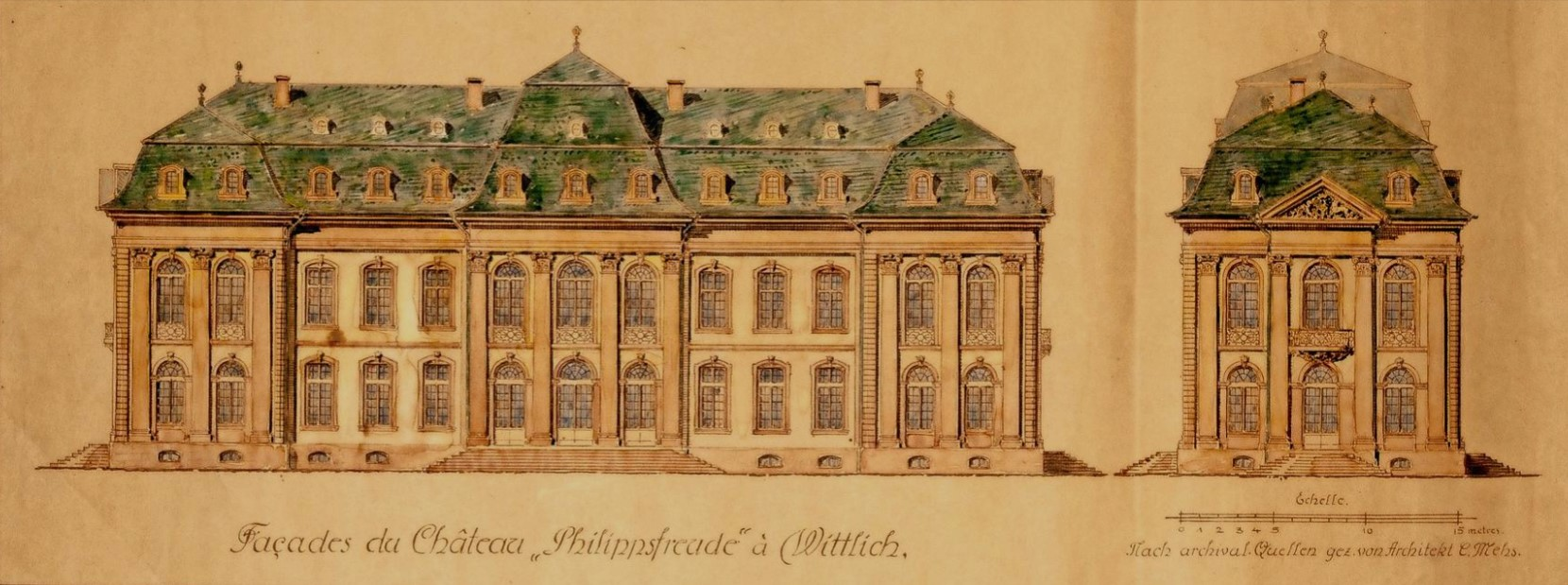
Rekonstruktion von Schloss Philippsfreude in Wittlich durch Claus Mehs

Claus Mehs (* 30. November 1866 in Wittlich; † 18. Dezember 1946 in Lindenfels im Odenwald; vollständiger Name: Andreas Nicolaus Mehs) war ein deutscher Architekt.

## Ausbildung und Wirken
Mehs studierte an der Technischen Hochschule Hannover bei Conrad Wilhelm Hase und war ab 1897 als freischaffender Architekt in Frankfurt am Main tätig. Von ihm stammen zahlreiche Wohnhäuser, Villen und Landhäuser im Rhein-Main-Gebiet. Bei dem Umbau und teilweisen Neubau des Römers war er mit der Bauleitung betraut. Als Architekturhistoriker befasste sich Mehs mit der Aufnahme und Rekonstruktion historischer Bauten. So fertigte er in den 1930er Jahren im Auftrag des Frankfurter Kulturamtes Bauaufnahmen von Häusern der Frankfurter Altstadt sowie von klassizistischen Bauten an.
Sein Nachlass befindet sich im Institut für Stadtgeschichte in Frankfurt am Main.

## Werk
Bauten und Entwürfe
- 1898: Wettbewerbsentwurf für einen monumentalen Marktbrunnen in Göttingen, 1. Preis (zusammen mit Hermann Jehs)[3]
- 1902–1904: Heilanstalt Hohe Mark in Oberursel[4]
- 1902–1904: Villa Meßmer in Alzenau[5]
- 1911: Neoklassische Villa, Broßstraße 5

Schriften
- mit Fritz Rupp: Die Planung von Universitäts-Bauten. Denkschrift. Herausgegeben von der Ortsgruppe Frankfurt des Bundes Deutscher Architekten. Frankfurt am Main o. J. (um 1910).